# Cases Antoni Salvadó i Prim
Les Cases Antoni Salvadó i Prim són un conjunt arquitectònic situat a la cantonada dels carrers del Comerç i de la Fusina de Barcelona, catalogat com a bé cultural d'interès local.

## Història
A finals del 1874, el corredor reial de canvis Antoni Salvadó i Prim (1836-1888), cosí del general Prim (la seva mare i el pare d'aquest eren germans), va adquirir a l'Ajuntament de Barcelona el solar K de l'illa 6 i 7 de la Urbanització del Born, i va encarregar-ne el projecte al mestre d'obres Josep Domínguez i Valls.

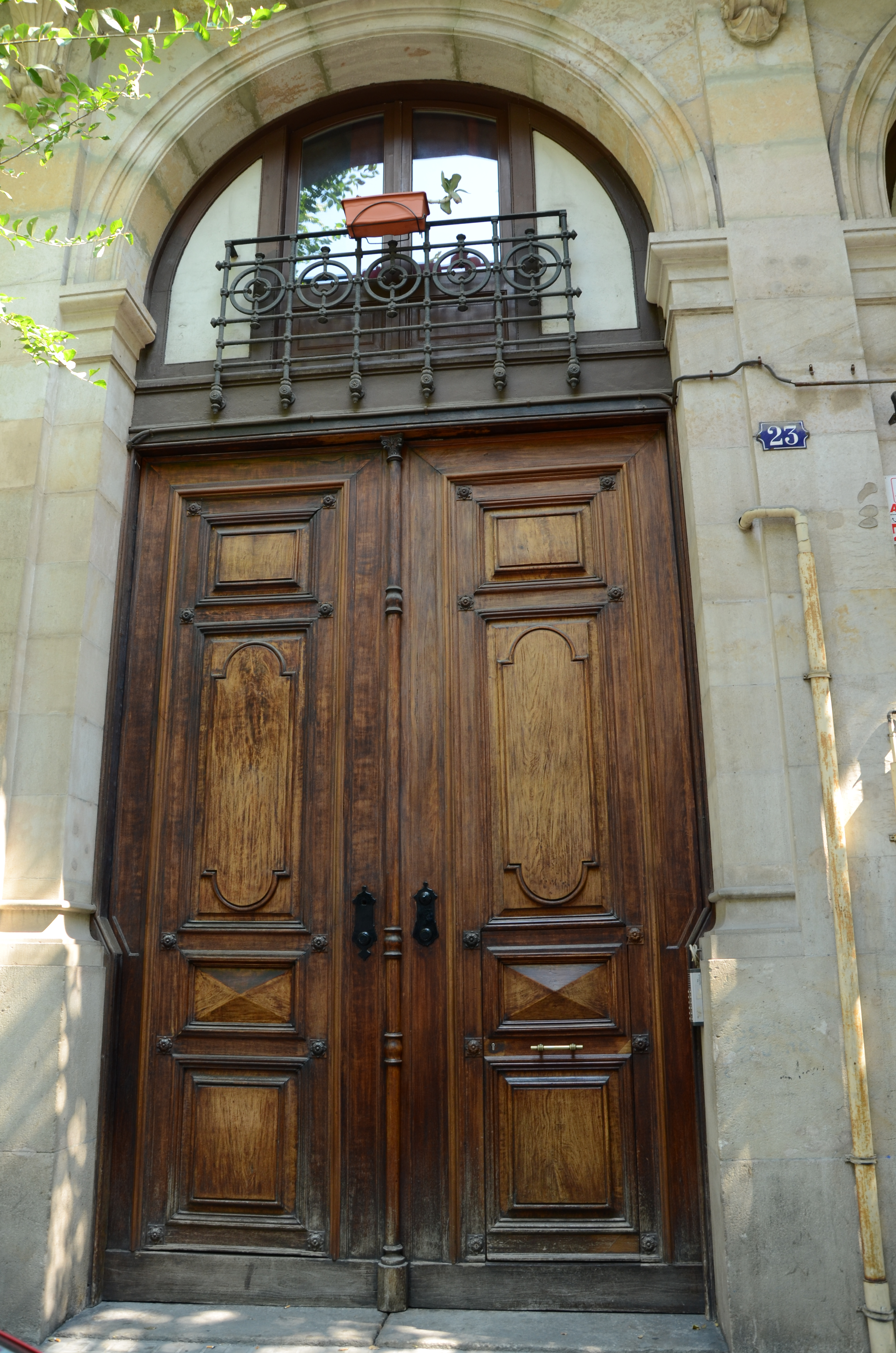
Portal del carrer del Comerç, 23

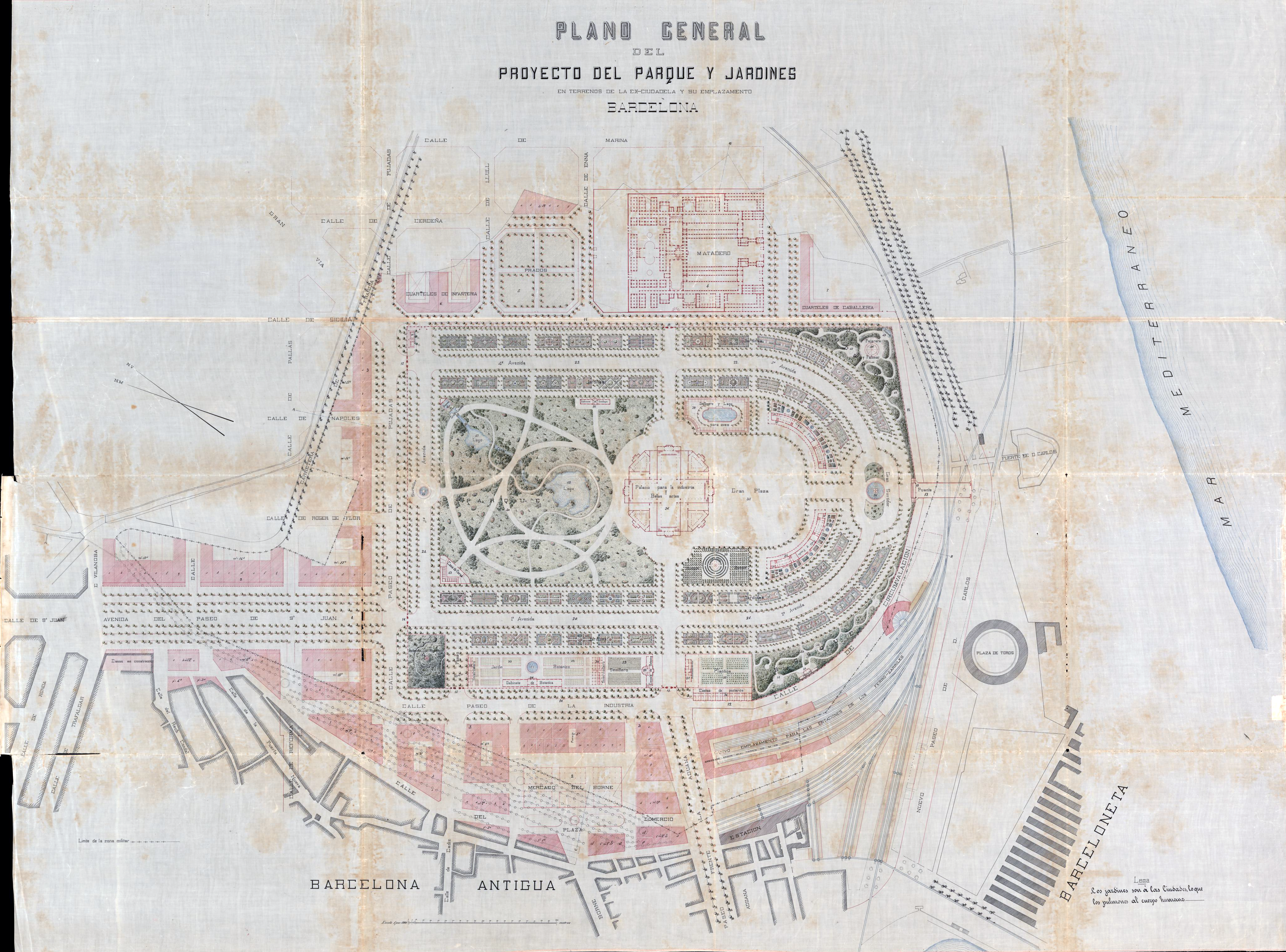
Projecte d'urbanització dels terrenys de l'antiga Ciutadella

## Descripció
Es tracta de dos edificis en cantonada de planta baixa, entresol, tres pisos i un àtic enretirat de la façana. La planta baixa i l'entresol són tota una peça d'alçada considerable, abraçada per arcs peraltats, elements que dominen i són presents al llarg tots els edificis del conjunt de la Urbanització del Born.
La façana té una composició ordenada i regular, organitzada tota amb balcons. El balcó del primer pis és corregut, i les obertures estan coronats per petits frontons, i les baranes inclouen lires iguals que les dels Porxos d'en Xifré. Les llosanes i la cornisa de coronament són sostingudes per cartel·les i permòdols que aguanten els balcons. Sobre la cornisa s'aixeca una balustrada que delimita el terrat, per sota d'un fris amb les obertures de ventilació de la cambra de ventilació.